# Messaad

Messaad (arabiska مسعد) är en stad och kommun i norra Algeriet och ligger i provinsen Djelfa. Folkmängden i kommunen uppgick till 102 453 invånare vid folkräkningen 2008, varav 97 091 invånare bodde i själva centralorten.